# Stelmioides ammocoetis
Stelmioides ammocoetis ist ein Spulwurm aus der Familie Seuratidae und einziger Vertreter der Gattung Stelmioides. Er ist ein Darmparasit bei Lachsfischen. Achille Antonucci hatte die Gattung 1929 ursprünglich als Untergattung von Cucullanus angelegt, als solche werden sie auch noch in den Bestimmungsschlüsseln des Commonwealth Institute of Helminthology geführt.
Synonyme sind Ascaris ammocoetis, Dacnitis stelmioides und Cucullanus stelmioides,  die allerdings auch Synonyme für Cucullanus truttae sind.

## Merkmale
Merkmale sind drei Lippen, das Fehlen von Kopfpapillen und einer Ringfurche sowie die embryonierten Eier.
Die Erstbeschreibung von Stelmioides ammocoetis durch Otto von Linstow basierte auf einer Larve bei einer Neunaugen-Larve (Ammocoetes), die als Zwischenwirt dienen. Die Nematodenlarve ist 560 µm lang und 29 µm dick. Der Ösophagus nimmt ein Siebtel der Körperlänge ein, der Schwanz ein Elftel. An den Seiten verläuft eine erhabene Kante. Diese hatte von Linstow fälschlicherweise der Gattung Ascaris zugeordnet, allerdings standen ihm auch keine Adulten zur Verfügung.